# Râșca (okręg Neamț)
Râșca – wieś w Rumunii, w okręgu Neamț, w gminie Drăgănești. W 2011 roku liczyła 82 mieszkańców.